# Annamoe
Annamoe, irl. Áth na mBó – wieś w Irlandii, w prowincji Leinster,  w hrabstwie Wicklow, oddalona o około 32 km. od Dublina. Zlokalizowana jest przy drodze R755, przy skrzyżowaniu z drogą R763 pomiędzy Roundwood i Laragh. W miejscowości znajduje się atrakcyjny turystycznie łukowaty most kamienny. Dodatkową atrakcję stanowi jezioro o powierzchni 1,6 ha, będące siedliskiem pstrąga potokowego i pstrąga tęczowego.